# Museum für moderne Kunst (Baku)
Das  Museum für moderne Kunst (aserbaidschanisch Müasir İncəsənət Muzeyi (MIM)) ist ein 2009 in Baku, Aserbaidschan gegründetes Museum, insbesondere für moderne und zeitgenössische aserbaidschanische Kunst.

## Geschichte
Das Museum wurde am 20. März 2009 in Anwesenheit des aserbaidschanischen Präsidenten Ilham Aliew und dem Generaldirektor der UNESCO Kōichirō Matsuura eröffnet.

## Konzept
Im Museum sind über 800 Arbeiten von aserbaidschanischen Malern und Bildhauern, die vorwiegend im Stil des Avantgardismus arbeiten, ausgestellt. Im Museum gibt es auch einen Saal für Kinderkunst, eine Bibliothek, einen Videosaal, ein Restaurant und ein Kunstcafé.

## Sammlung
Neben einigen klassischen Vertretern der Moderne aus Privatsammlungen wie Salvador Dalí, Pablo Picasso, insbesondere der russischen Avantgarde wie Marc Chagall oder Wassily Kandinsky, werden Werke von Səttar Bəhlulzadə, Böyükağa Mirzəzadə, Elmira Şahtaxtinskaya, Tahir Salahov, Ömər Eldarov oder Nadir Əbdurrəhmanov gezeigt.